# Madeleine Jelly
Madeleine Jelly (1945) è un'ex sciatrice alpina svizzera.

## Biografia
Madeleine Jelly vinse la medaglia d'argento nello slalom speciale ai Campionati svizzeri 1965 disputati a Wengen; non ottenne risultati di rilievo in campo internazionale e non prese parte a rassegne olimpiche o iridate.

## Palmarès

### Campionati svizzeri
- 1 argento (slalom speciale nel 1965[1])